# Eric Roberts

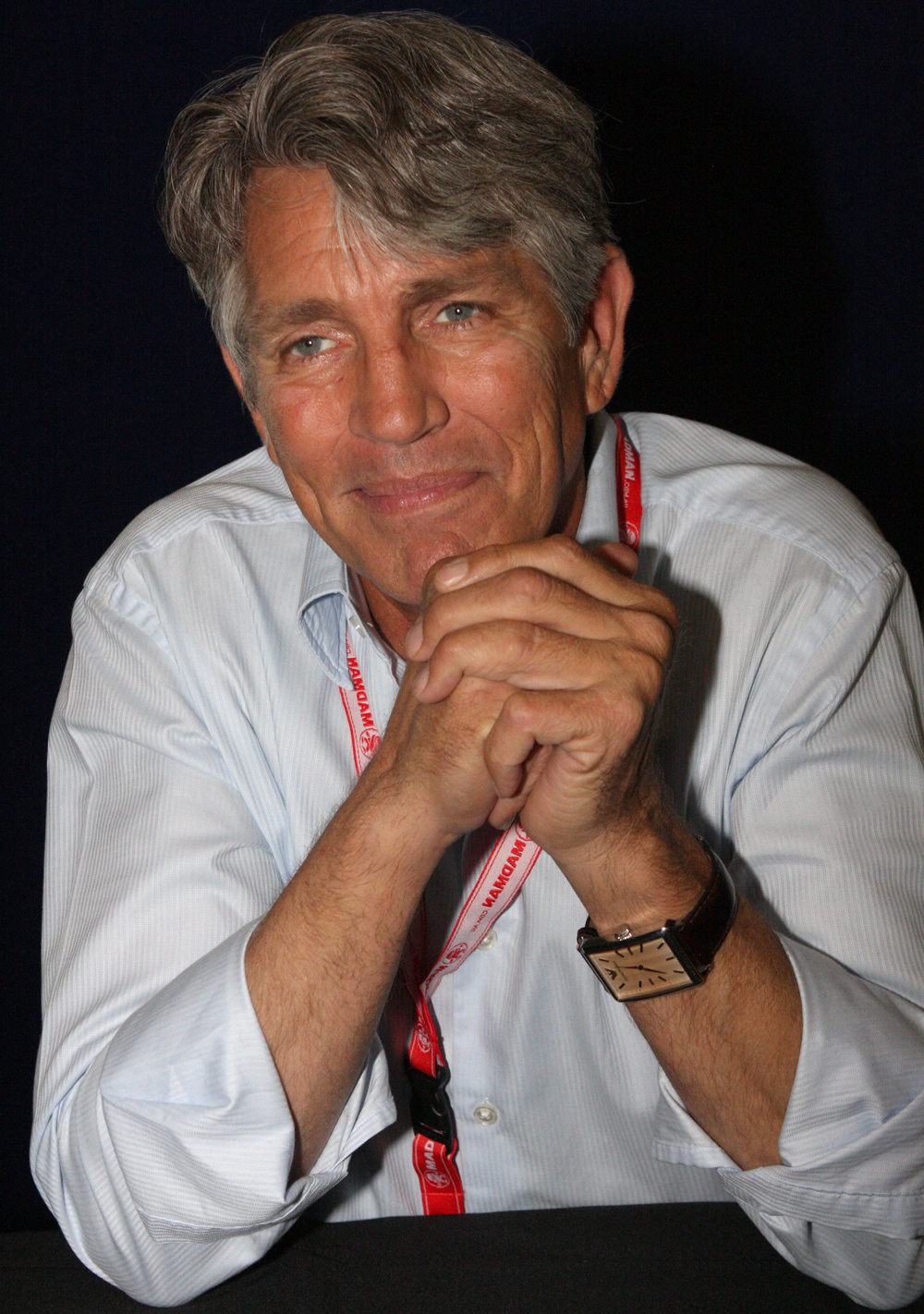
Eric Roberts 2012.

Eric Anthony Roberts, född 18 april 1956 i Biloxi i Mississippi, är en amerikansk skådespelare.

## Biografi
Eric Roberts föddes i Biloxi, Mississippi och växte upp i Atlanta, Georgia. Hans föräldrar ägnade sig åt teater och hade grundat Atlanta Actors and Writers Workshop i Atlanta. Föräldrarna skilde sig 1972. Eric Roberts systrar, Julia Roberts och Lisa Roberts Gillan, är också skådespelare.
1979 nominerades Roberts för en Golden Globe för sin debutfilmroll i Zigenarkungen (1978) och senare för rollen som Dorothy Strattens make och mördare Paul Snider i Star 80 (1983). Han nominerades för en Oscar i kategorin bästa manliga biroll för rollen i Runaway Train (1985). 1987 vann han en Theatre World Award för sin Broadwaydebut i pjäsen Burn This. Han har även medverkat i filmer som Den stora stöten (1983), the Coca Cola Kid(1985), Best of the Best (1989), Final Analysis (1992) och Specialisten (1994). Han har fortsatt att arbeta flitigt både på film och TV men på senare tid övervägande i lågbudgetfilmer och enstaka roller i storfilmer som The Dark Knight (2008). Efter att Mickey Rourkes karriär fått ett återuppsving med filmen The Wrestler sa Rourke att han hoppades att Eric Roberts skulle få en liknande succéfilm.
I slutet av 1980- och början av 1990-talet blev han arresterad ett par gånger för droginnehav och misshandel. Under en längre tid var han även osams med sin syster Julia, men de ska senare ha återförenats.
Roberts har en dotter, Emma Roberts (född 1991), i sitt förhållande med Kelly Cunningham. Hans dotter har också blivit skådespelerska och bland annat medverkat i TV-serien Unfabulous och filmer som Nancy Drew. Eric Roberts är sedan 1992 gift med Eliza Roberts, född Garrett.

## Filmografi (i urval)
- 1978 – Zigenarkungen
- 1983 – Star 80
- 1981 – Det skvallras om Nita
- 1983 – Den stora stöten
- 1985 – Runaway Train
- 1989 – Best of the Best
- 1991 – By the Sword
- 1992 – Farligt spel
- 1993 – Tills döden skiljer oss åt (TV-film)
- 1994 – Specialisten
- 1996 – Doctor Who (TV-film)
- 1996 – Cable Guy
- 1996 – It's My Party
- 1996 – Med kallt blod (TV-serie)
- 1997 – The Odyssey (TV-film)
- 1997 – Oz (TV-serie) – Richard L'Italien
- 1998 – Profetian - Djävulens sändebud
- 1998 – The Shadow Men
- 1999 – BitterSweet
- 1999 – Heaven's Fire
- 1999 – Hitman's Run
- 2000 – Race Against Time (TV-film)
- 2000 – Sanctimony (TV-film)
- 2000 – No Alibi
- 2000 – Dödlig utväg
- 2000 – Façade
- 2000 – The Alternate
- 2000 – Cecil B. DeMented
- 2000 – Two Shades of Blue
- 2000 – Mercy Streets
- 2001 – Mindstorm
- 2001 – Stiletto Dance (TV-film)
- 2001 – Rough Air: Danger on Flight 534 (TV-film)
- 2002 – Spun
- 2002 – Breakaway
- 2003 – National Security
- 2008 – The Dark Knight
- 2010 – The Expendables
- 2014 – Skin Traffik
- 2014 – Inherent Vice